# Alexis J. Prior
Alexis Johannes Prior (13. december 1877 i København – 8. august 1955 i København) var en dansk arkitekt.
Alexis J. Prior var søn af skibsbygningsinspektør Johannes Andreas Prior og Fernanda f. Ekman og var født ind i den betydningsfulde Prior-slægt, der havde grundlagt de to store virksomheder DFDS og NKT. Prior var broder til H.P. Prior, sidstnævntes stifter.
Han blev murerlærling 1894-96, dimitteredes fra Teknisk Skole 1898 og gik på Kunstakademiet fra maj 1899 indtil afgang januar 1906. Han konkurrerede forgæves om den store guldmedalje 1912. Han var ansat hos Vilhelm Klein 1898-1900 og hos Thorvald Jørgensen 1900-06. Gennem Jørgensen blev Prior ansat på Christiansborg Slots tegnestue, hvor han var 1906-1917. Han havde egen tegnestue fra dette år, men hans væsentligste indsats lå som arkitekt for NKT (fra 1906).
Selvom Prior – modsat den herskende strømning – erklærede sin tilslutning til Ferdinand Meldahls principper, er hans bygninger, for eksempel NKTs funktionærby i Middelfart, opført i en nationalromantisk stil, hvilket også var et udkomme af hans rolle som formand for Foreningen af 3. December 1892 1903-1905. Senere blev han en eksponent for nyklassicismen, som han videreførte helt op til 1930'erne, eksempelvis i den nu nedrevne fabrik for NKT på Frederiksberg, hvoraf hovedbygningen (1938) stadig eksisterer.
I Ærøskøbing restaurerede han i 1917 sit eget hus Priors Hus, der er opført som et gavlhus i bindingsværk i 1690, og han opførte efterfølgende flere bygninger i byen. Hans eget hus blev testamentarisk skænket til Solistforeningen af 1921, hvilket skyldes, at den musikalske arkitekt selv spillede cello. I sit andet ægteskab (3. december 1948 i København) blev han gift med en kendt og meget efterspurgt akkompagnatør, pianisten Jutta Thorgunna Møller, (26. december 1887 i København – 12. januar 1969), datter af proprietær, senere bankbogholder Jens Christian Møler og Laura Thorgunna f. Hasselriis. 1. gang havde han (20. maj 1914 i København) været gift med Magdalene (Magda) Margrethe Jensen (30. august 1889 i Løgstør – 30. januar 1920 i København), datter af koffardikaptajn, senere direktør i Dansk-Russisk Dampskibsselskab Jens Christian Jensen og Magdalene Andrea Schou.
Derudover var Prior vurderingsmand for ejendomsskyld for Københavns Magistrat 1913-18, medlem af bestyrelsen for Foreningen til Erhvervelse af Kunstnerboliger fra 1931. Han er begravet på Gentofte Kirkegård.

## Værker
- Villa i Rungsted (1900)
- Hovedbygning til Hestkøbgård, nu golfklub, Hestkøbvænge 2-4, Birkerød (1902, udvidet 1915, senere ombygget)
- Fabrik for NKT mellem Dalgas Boulevard/La Cours Vej/Emil Christian Hansens Vej, Frederiksberg (1907 og senere udvidelser, nedrevet 1986)
- Arbejder- og funktionærboliger for A/S NKT, H.P. Priors Vej, Middelfart (1918)
- Villa, Klampenborgvej 12, Klampenborg (1924)
- Alderdomshjem, Baggårde, Ærøskøbing (1928)
- Pennarpgård, Skåne (1931)
- Ekspeditionsbygning for D/S Ærø, Ærøskøbing (1931)
- Administrationsbygning for NKT, La Coursvej 7, Frederiksberg (1938, ombygget 1989)
- Ærøskøbing Spare- og Laanekasse, Torvet (1939)

Ombygninger, alle i Ærøskøbing:
- Priors Hus, Søndergade 32 (1917)
- Søndergade 18
- Søndergade 25/Torvet 3
- Desuden frilæggelse og regulering af kirkens omgivelser, Ærøskøbing
- Pennetegning til N.A.A. Westergaard, Jægerspris, 1924 og anden grafik

### Skriftlige arbejder
- "En atelierbygning for malere og billedhuggere", i: Historiske Meddelelser om København, 4. række, bd. 1, 1947-49, s. 10-52.